# 카나스강

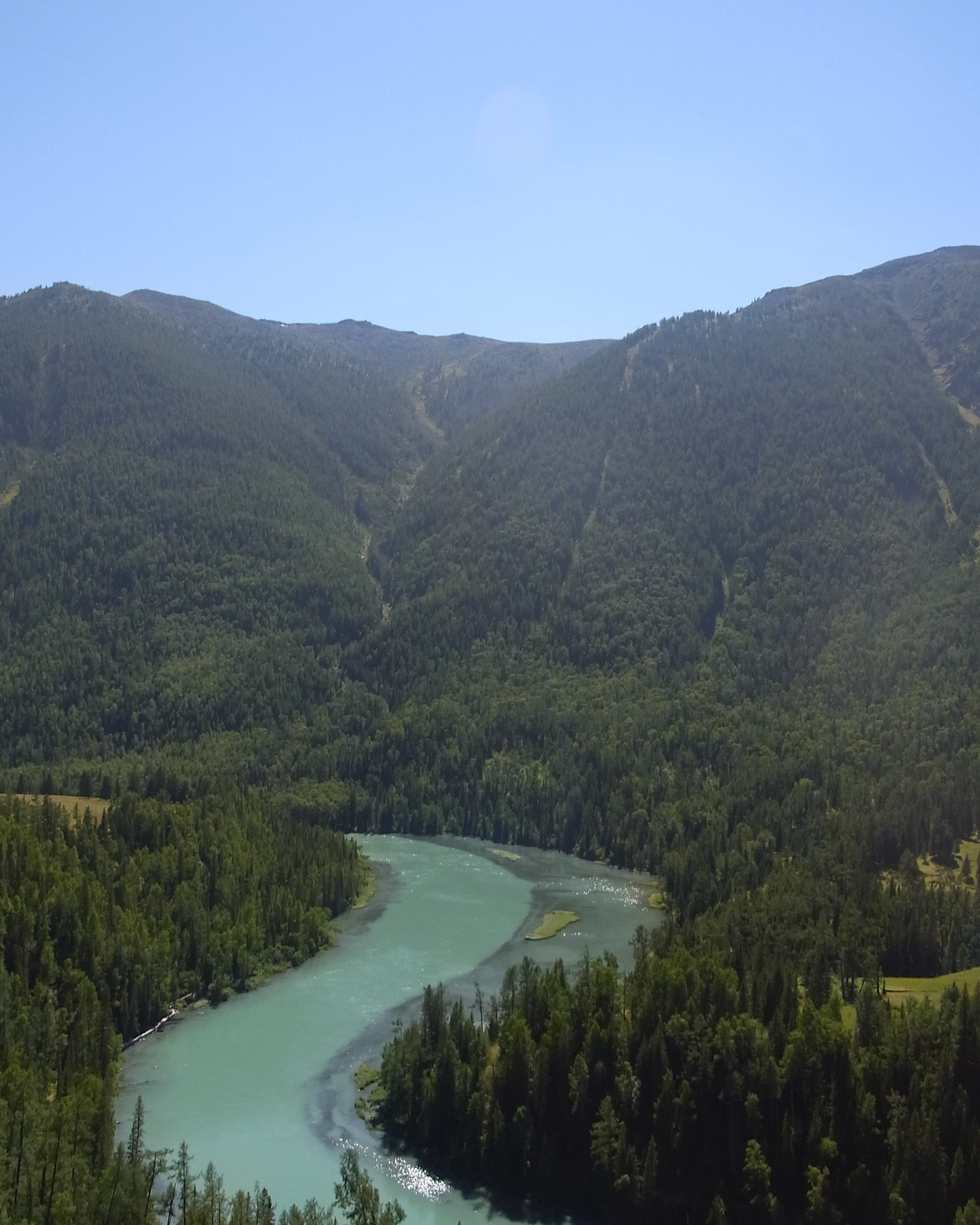
카나스강

카나스강(喀納斯河)은 중화인민공화국 신강위구르자치구 이리 카자흐 자치주 아러타이 지구 부얼진현에 있는 강으로 알타이 산맥에서 발원해서 카나스호를 지나 허무강과 합해져서 부얼진 강이 된다. 길이 125km, 평균 강폭 50m, 최대 강폭 100m다.